# Tiranmuisspecht
De tiranmuisspecht (Dendrocincla tyrannina) is een zangvogel uit de familie Furnariidae (ovenvogels).

## Verspreiding en leefgebied
Deze soort telt twee ondersoorten:
- D. t. tyrannina: van westelijk en centraal Colombia tot centraal Peru.
- D. t. hellmayri: noordoostelijk Colombia en westelijk Venezuela.

## Status
De grootte van de populatie is niet gekwantificeerd maar de soort wordt omschreven als schaars. Op de Rode lijst van de IUCN heeft deze soort de status niet bedreigd.